# Leptoclinus
Leptoclinus is een monotypisch geslacht van straalvinnige vissen uit de familie van stekelruggen (Stichaeidae). Het geslacht is voor het eerst wetenschappelijk beschreven in 1861 door Gill.

## Soort
- Leptoclinus maculatus (Fries, 1838)